# 毛山东乡
毛山东乡是中华人民共和国内蒙古自治区赤峰市翁牛特旗下辖的一个乡。
2012年1月20日，内蒙古自治区人民政府批复同意从五分地镇划出部分区域，设置毛山东乡，辖毛山东、房身沟、布格吐、来三站、沟门、烧锅、井架子、油房、黑水、苦力吐10个村，驻苦力吐。

## 行政区划
毛山东乡下辖以下村级行政区划单位：
毛山东村、黑水村、苦力吐村、房申沟村、来三站村、布格吐村、沟门村、烧锅村、井架子村和油房村。